# Aveizieux
Aveizieux – miejscowość i gmina we Francji, w regionie Owernia-Rodan-Alpy, w departamencie Loara.
Według danych na rok 1990 gminę zamieszkiwało 1 175 osób, a gęstość zaludnienia wynosiła 130 osób/km² (wśród 2880 gmin regionu Rodan-Alpy Aveizieux plasuje się na 692. miejscu pod względem liczby ludności, natomiast pod względem powierzchni na miejscu 1199.).